# Actinodium cunninghamii
Genre
Espèce
Classification phylogénétique
Actinodium cunninghamii est une espèce de plantes à fleurs de la famille des Myrtaceae. C'est la seule espèce actuellement acceptée du genre Actinodium. C'est un arbuste originaire du sud de l'Australie.

## Synonyme
- Triphelia brunioides R.Br. ex Endl.
- Actinodium proliferum Turcz.

### Actinodium
- (en) NCBI : Actinodium (taxons inclus)
- (en) GRIN : genre Actinodium  Schauer (+liste d'espèces contenant des synonymes)

### Actinodium cunninghamii
- (en) NCBI : Actinodium cunninghamii (taxons inclus)